# Incidente ferroviario di Rapallo
L'incidente ferroviario di Rapallo fu uno scontro di treni avvenuto il 20 novembre 1889 nella stazione di Rapallo, sulla ferrovia Genova-Pisa.

## Dinamica dei fatti
Il 20 novembre 1889, alle ore 5:45, il treno diretto n. 153 proveniente da Genova e diretto a Pisa, entrando nella stazione di Rapallo dove doveva incrociare il treno merci n. 1212 venne instradato erroneamente sullo stesso binario in cui si trovava il treno merci; nonostante la velocità ridotta l'urto violento danneggiò entrambe le locomotive e distrusse quattro vagoni, tra i quali uno che portava 36 casse di banconote per un valore di 40 milioni di Lire (dell'epoca) e che era scortato da due guardie di Pubblica sicurezza, delle quali una trovò la morte mentre l'altra rimase ferita in maniera grave. L'addetto alla manovra dello scambio si rese irreperibile. La linea ferroviaria restò interrotta fino alle ore 9:55 e fu riattivata alle ore 10:00, dopo la rimozione degli ingombri sul binario di stazione.

## I treni coinvolti
- Treno diretto n. 153, con carrozze da Torino e Genova per Pisa e Roma.
- Treno merci n. 1212 diretto a Genova.

## L'inchiesta
Le autorità accorsero poco tempo dopo l'incidente in quanto si era diffuso il sospetto, infondato, che l'incidente fosse doloso a causa del trasporto di valuta. Si accertò invece che si era trattato di un errore umano del guardascambio che non aveva azionato correttamente il deviatoio lato Genova dopo l'ingresso e l'arresto del treno merci in stazione. L'inchiesta appurò che il sostituto capostazione che aveva correttamente impartito l'ordine di predisporre lo scambio ma che questo non era stato eseguito correttamente.

## Le vittime
Trovò la morte sul colpo la guardia di P.S. Andrea Ippolitino mentre rimase ferito il collega Francesco Serra. Feriti, in condizioni molto gravi, il Capo-conduttore del treno, due frenatori e due viaggiatori. Altre dieci persone furono ferite in modo meno grave.